# Bình Xuyên, Bạch Ngân
Bình Xuyên (chữ Hán phồn thể: 平川區, chữ Hán giản thể: 平川区) là một quận thuộc địa cấp thị Bạch Ngân, tỉnh Cam Túc, Cộng hòa Nhân dân Trung Hoa. Quận này có diện tích 2106 km², dân số năm 2004 là 200.000 người. Về mặt hành chính, quận này được chia thành 3 nhai đạo, 1 trấn, và 7 hương.
- Nhai đạo: Ngọc Tích Lộ, Điện lực Lộ, Hồng Hội Lộ.
- Trấn: Vương Gia Sơn.
- Hương: Thủy Tuyền, Đẩu.